# Complexe sportif Raja-Oasis
Le Complexe Sportif Raja-Oasis (en arabe : المركب الرياضي الوازيس), anciennement Complexe sportif de l'aviation, est un ensemble d'installations sportives propriété du Raja Club Athletic, inaugurés en 1932 par l'US Marocaine. Le complexe est situé au sud-ouest de Casablanca, dans le quartier de l'Oasis, à environ 24 km de l'Aéroport Mohammed V.
Le complexe est composé de deux terrains de football, avec des tribunes d'une capacité de 9 000 places. Il comprend le centre d'entraînement de l'équipe A, la section féminine, les catégories de jeunes ainsi que le centre de formation en association avec l'Académie du Raja CA.
Le centre de formation du Complexe Oasis faisait partie, lors de ses débuts, des premiers centres conformes aux standards internationaux au Maghreb, et l'école de football adoptant la notion "sport-étude",. Il a été choisi par un la direction technique de la Fédération royale marocaine de football comme le meilleur centre de formation d'un club au niveau national en 2021,.
Le 20 octobre 2023, le club annonce la rénovation complète du Complexe avant 2025.

## Histoire
Le Complexe Raja-Oasis est un complexe sportif qui a ouvert ses portes en 1932 sous le nom du Stade de l'Aviation dans la Cité des sports (l'actuel quartier l'Oasis), à Casablanca. La cité comportait au même titre le Stade Père Jégo, le Complexe Mohamed Benjelloun, le Stade de l'ASPTT et le Stade de l'Étoile de Casablanca.
Durant le Protectorat français, le Raja Club Athletic n'avait pas de terrain fixe pour s'entraîner et jouer ses matchs; il faisait usage du Stade L'hwiyet (muret en français) qui se situait sur l'Avenue 2 mars, du Stade Jrid ou du Stade de la Jeunesse parfois, tous les deux placés à Derb Sultan, le berceau historique du club. Quant au siège du club, il était localisé dans le quartier de Grigouane, no 122 rue no 5, à Derb Sultan.
Le Stade de l'aviation était sous l'administration de l'Union sportive marocaine qui a déménagé du Stade Philip, et y a édifié son centre sportif où l'équipe A et les autres équipes de jeunes effectuaient leur entraînements.
Après la dissolution de l'Union sportive marocaine en 1957 et la liquidation de ses biens, le Raja récupère le droit d'exploitation du Complexe de l'aviation grâce notamment aux efforts d'Abdelkader Jalal et Boujemaâ Kadri, alors secrétaire général du club.
Le complexe sera par la suite définitivement acquis et nommé Complexe sportif Raja-Oasis. À son inauguration, le stade disposait d'une tribune couverte dont la capacité totale est de 4 000 places ainsi que deux terrains dont un terrain gazonné et un autre en terre. Le stade avait comme surnom "la Zaouïa" vu la couleur verte et l'architecture traditionnelle spéciale de sa porte d'entrée. Durant ses premières années, les infrastructures du complexe sont quelque peu sommaires : peu de bâtiments en dur et essentiellement des bâtiments préfabriqués.
Durant plus d'une vingtaine d'années, le complexe n'a pas été modifié jusqu'en 1981 lorsqu'un grand projet de rénovation voit le jour. Les travaux ont duré près de deux ans et le complexe a rouvert ses portes en 1983 à l'ère du président Abdellah Ferdaous. Quelques mois après avoir remporté la Coupe du trône 1982, la direction du club déménage depuis Derb Sultan pour siéger à l'Oasis en 1983.
En 1993, le Complexe sera modernisé une première fois par Abdellah Rhallam, avec la réhabilitation de plusieurs bâtiments incluant la construction du mur de d'enceinte du complexe, une nouvelle salle de musculation, et un bâtiment pour la direction, entre autres.
Pendant des années, à l'ère Abdellah Rhallam, entre 1992 et 1998, la direction du Raja a focalisé sa stratégie sur la formation académique des jeunes joueurs, et a choisi d'initier à la création d'un centre de formation moderne, conforme aux standards internationaux. La construction du centre de formation au sein du Complexe Raja-Oasis a commencé en 1998, cette opération a engendré des dépenses qui ont dépassé les 1,6 million de dirhams. Le centre est officiellement inauguré par Ahmed Ammor en 1999. Cependant on retrouve des traces des équipes de jeunes du Raja, bien avant la création de la structure en tant que tel; ces équipes représentaient les couleurs du club mais les joueurs ne disposaient pas des installations et de l'organisation d'un centre de formation classique.
En 2009, le comité de Raja, présidé par Abdellah Rhallam, a réussi a signé un accord afin de fournir le stade en électricité et en projecteurs pour effectuer des entraînements nocturnes et pour le renforcer de la sécurité autour du complexe. L'année suivante, le centre de formation a connu des améliorations, en plus de l'inauguration du stade en gazon synthétique lors d'une cérémonie d'ouverture le 11 novembre 2010, en présence du Ministre de la Jeunesse et des Sports, Moncef Belkhayat, accompagné de Mohamed Aouzal et Abdessalam Hanat, alors président du club.

## Centre de formation

### Installations

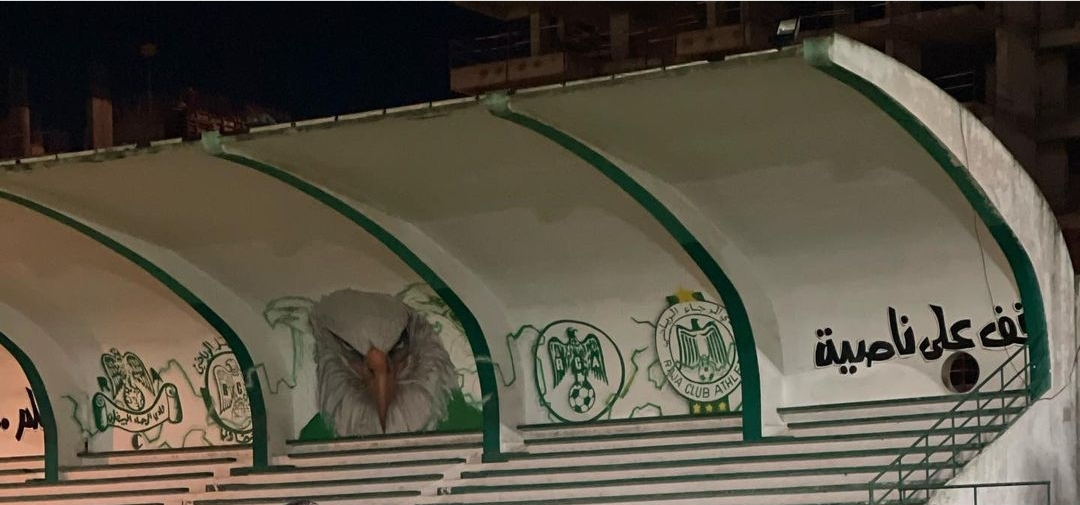
Tribune du Complexe

Durant le mandat de Abdelhamid Souiri qui s'étend de 2004 à 2007, le centre de formation est rénové en 2004 sous la supervision de l'architecte Rachid Andaloussi, alors membre du comité directeur. Répartis en deux étages, il se composait de 26 chambres, 2 salles de détente équipées en plus d'une salle de musculation. Le centre abrite également un bureau pour deux maîtres d'internat et un autre pour le directeur du centre, ainsi que le secrétariat et un bureau pour la cellule médicale, une salle de cours et une salle de réunion.

Mais après des années de négligence, le centre sera fermé lors de la saison 2013-2014 et c'est finalement Andaloussi qui se chargera une nouvelle fois de sa rénovation qui débuta en 2018 sous la houlette du président fraîchement élu, Jawad Ziyat. Cette rénovation a concerné l'ensemble des équipements du centre, notamment les logements, les vestiaires, les établissements de restauration et de loisirs, mais aussi les équipements administratifs.
Le 6 octobre 2019, le centre de formation de l'Oasis rouvre ses portes. Le réaménagement a duré un peu plus d’une année et a coûté 1,6 million de dirhams. Le centre, qui a été agrandie, dispose actuellement d'une capacité de 54 lits, d'un service de restauration collective ainsi que les infrastructures sportives nécessaires à la formation des jeunes footballeurs.
Après son ouverture, l'Académie du Raja CA a accueilli certaines sections du centre de formation en association avec le complexe de l'Oasis.

### Scolarité
En 1999, le Raja était le premier club marocain à se doter d’un centre où les éléments, retenus après une sélection, avaient le privilège d’allier sports et études. Cette scolarité a été assurée par l’encadrement de l’Office de la formation professionnelle (OFPPT) à la suite d'un accord de partenariat avec le Raja. La première génération formé se composait de 26 joueurs retenus, âgés de 16 à 17 ans. Ils bénéficiaient de six heures de cours et de deux heures d’entraînement par jour. Pendant les vacances scolaires, ils devaient suivre deux séances d’entraînement par jour.
En 2018, plusieurs conventions ont été signées avec des établissements spécialisés pour assurer un projet scolaire et sportif de qualité aux jeunes athlètes. Ils bénéficient de ce fait d'un statut particulier qui leur permet de pratiquer leur sport avec des horaires aménagés, tout en préparant scolairement leur avenir immédiat ou leur avenir post-compétition. Les joueurs bénéficient également d'un suivi médical permanent de façon que les joueurs disposent de bonnes conditions physiques.

### Direction
Les stratégies de formation au Raja ont longtemps été dirigé par Abdelkader Jalal, figure emblématique de l'histoire du club surnommé «l'éleveur des générations», qui s'occupera de la formation des jeunes de 1950 à 1989, après un accident survenu le 23 mai qui lui coûta la main gauche.
Après l'ouverture du centre de formation pour la première fois en 1999, la direction du centre a été confiée à des cadres confirmés qui étaient eux aussi d'anciens joueurs du club tel que Fathi Jamal, le directeur sportif du Raja qui a été le premier responsable de la gestion de ce centre, Mhamed Fakhir, le directeur technique et chargé du volet entraînement, ainsi que Mohamed Madih, chargé de la préparation physique. Quant à Abdelhadi Belkorchi et Abdellatif Mejdoub, ils sont respectivement chargés du matériel et maître d’internat.
La fonction sera ensuite occupée par plusieurs anciens du club comme Mohamed Nejmi, qui restera jusqu'en juillet 2005. Abdellatif Jrindou a été directeur de la formation du 14 mars 2021 au 21 septembre 2021.
Le comité du Raja alloue annuellement au centre de formation un budget d'environ quatre millions de dirhams, afin de subvenir à tous les besoins nécessaires à ces joueurs, encadrés par un staff technique et administratif, qui s'appuient sur des moyens modernes dans le processus de formation.

## Infrastructures
Deux tribunes sont à la disposition des supporteurs souhaitant visiter le complexe ou assister à un match, une près du terrain no 1 pouvant accueillir autour de 4 000 personnes, et l'autre à côté des terrains no 2 et no 3, avec une capacité de 5 000 personnes. Les supporters sont autorisés à assister aux entraînements, généralement durant des occasions spéciales[réf. souhaitée].
Le complexe a subi en octobre 2020 plusieurs rénovations au niveau de sa façade extérieure, comprenant la restauration des portails et des allées des différents accès du complexe[réf. souhaitée].
Le 20 octobre 2023, le club annonce la rénovation complète du Complexe. Cette décision est encouragée par le projet du Conseil de la Ville de l'aménagement de huit stades à Casablanca après l'obtention du Maroc de l'organisation de la Coupe d'Afrique des nations 2025 et la Coupe du Monde 2030.

## Galerie

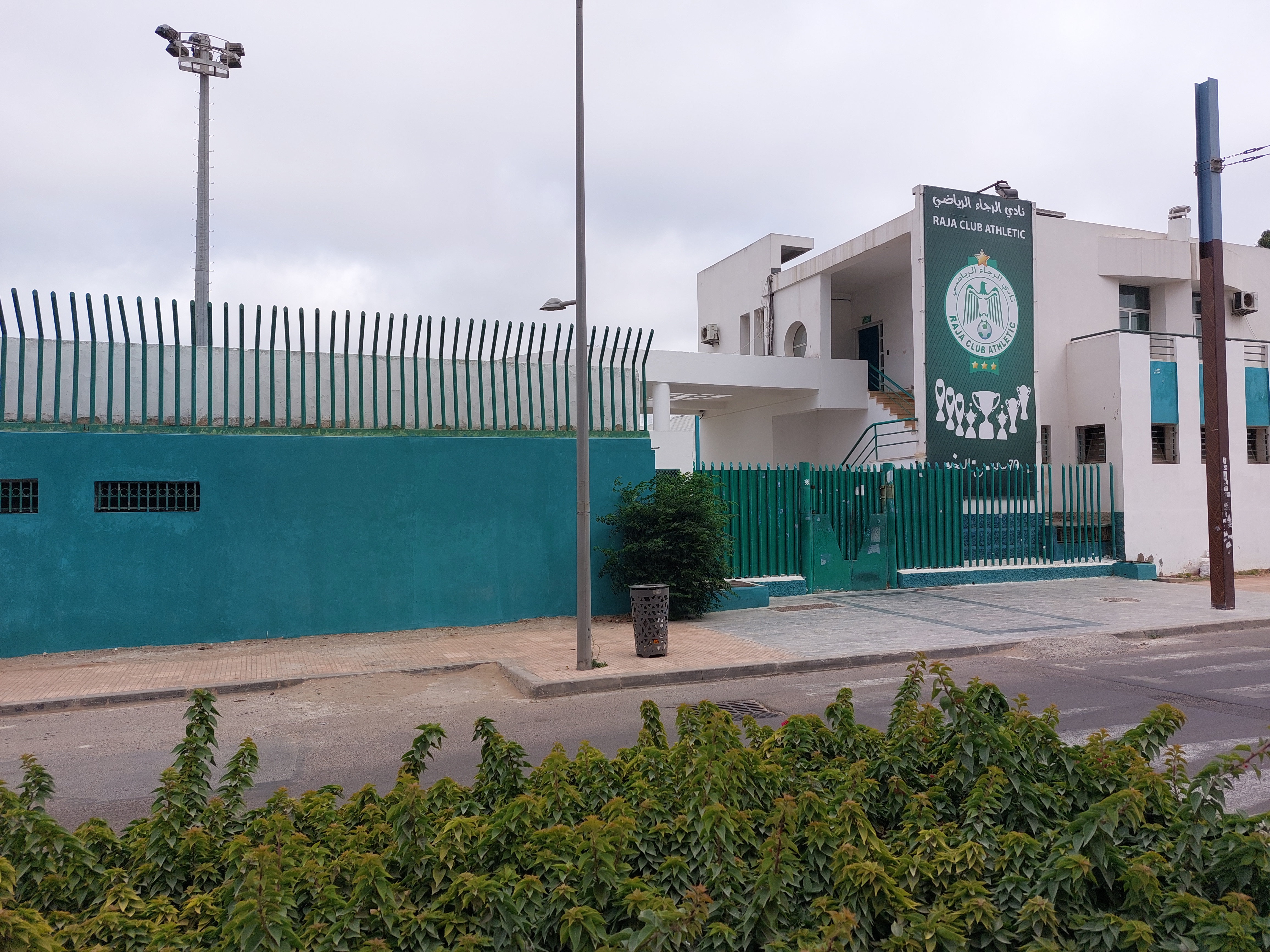
L'entrée principale.
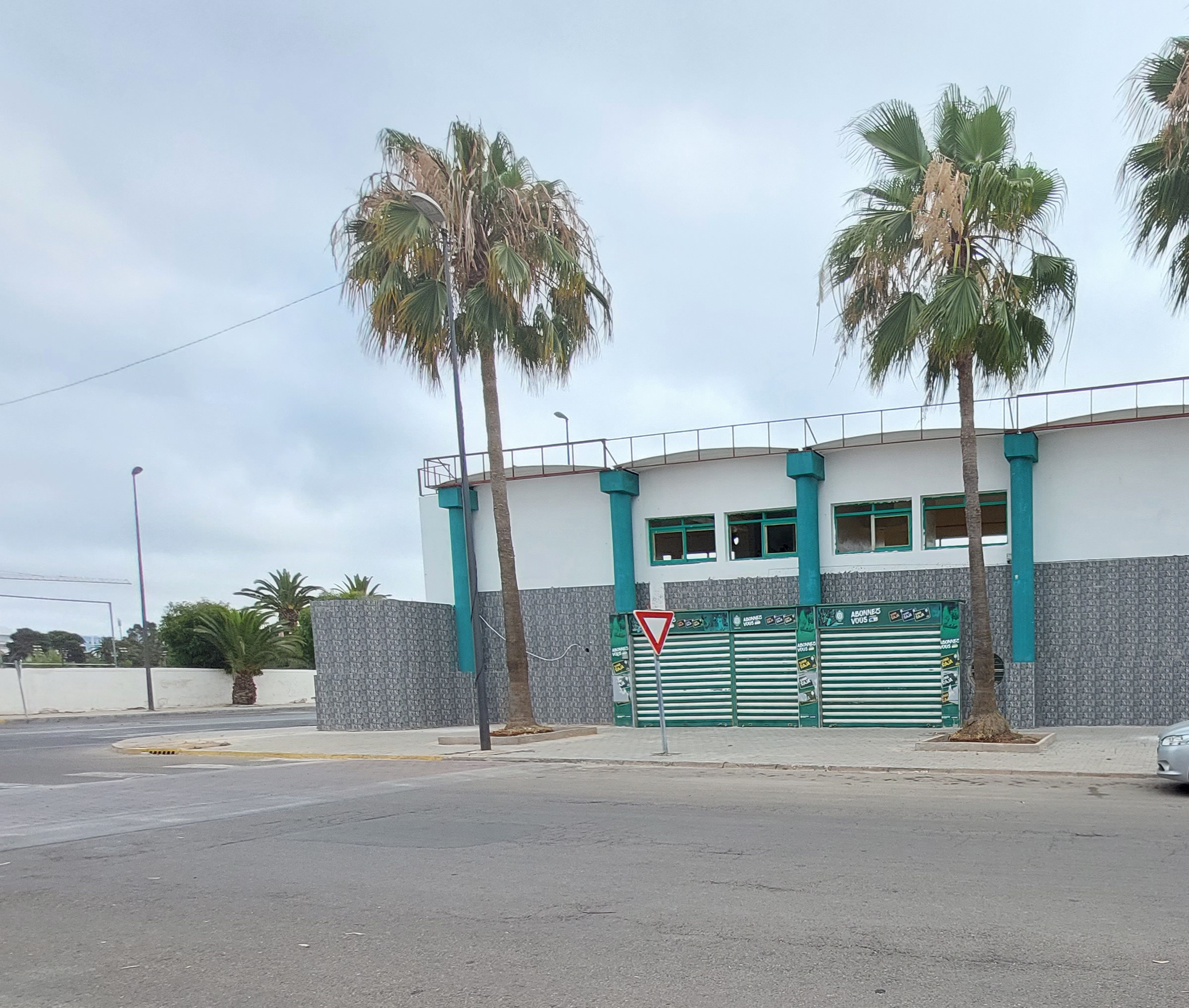
Vue sur la boutique officielle du club RajaStore.
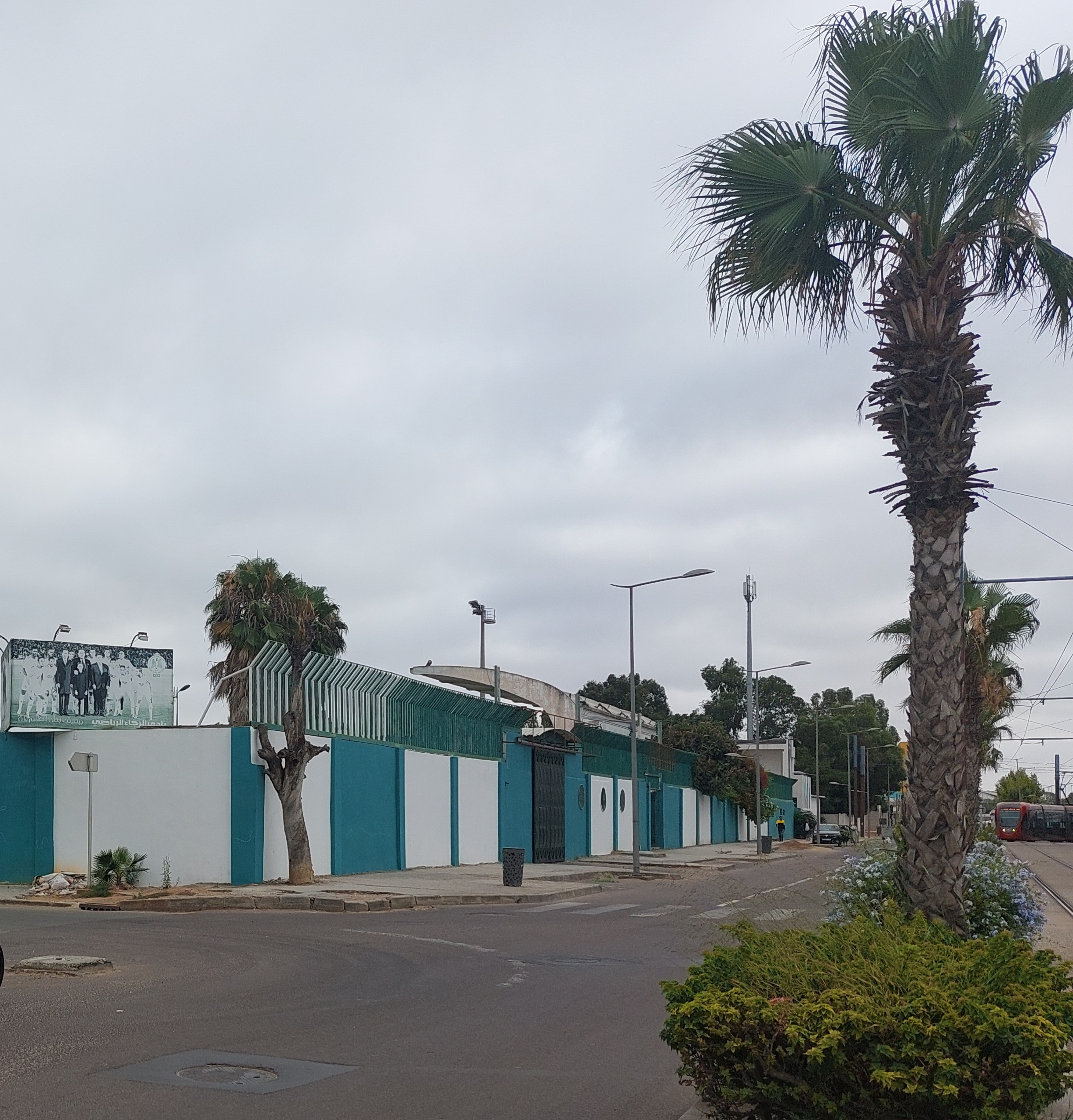
Le Complexe et le Tramway.
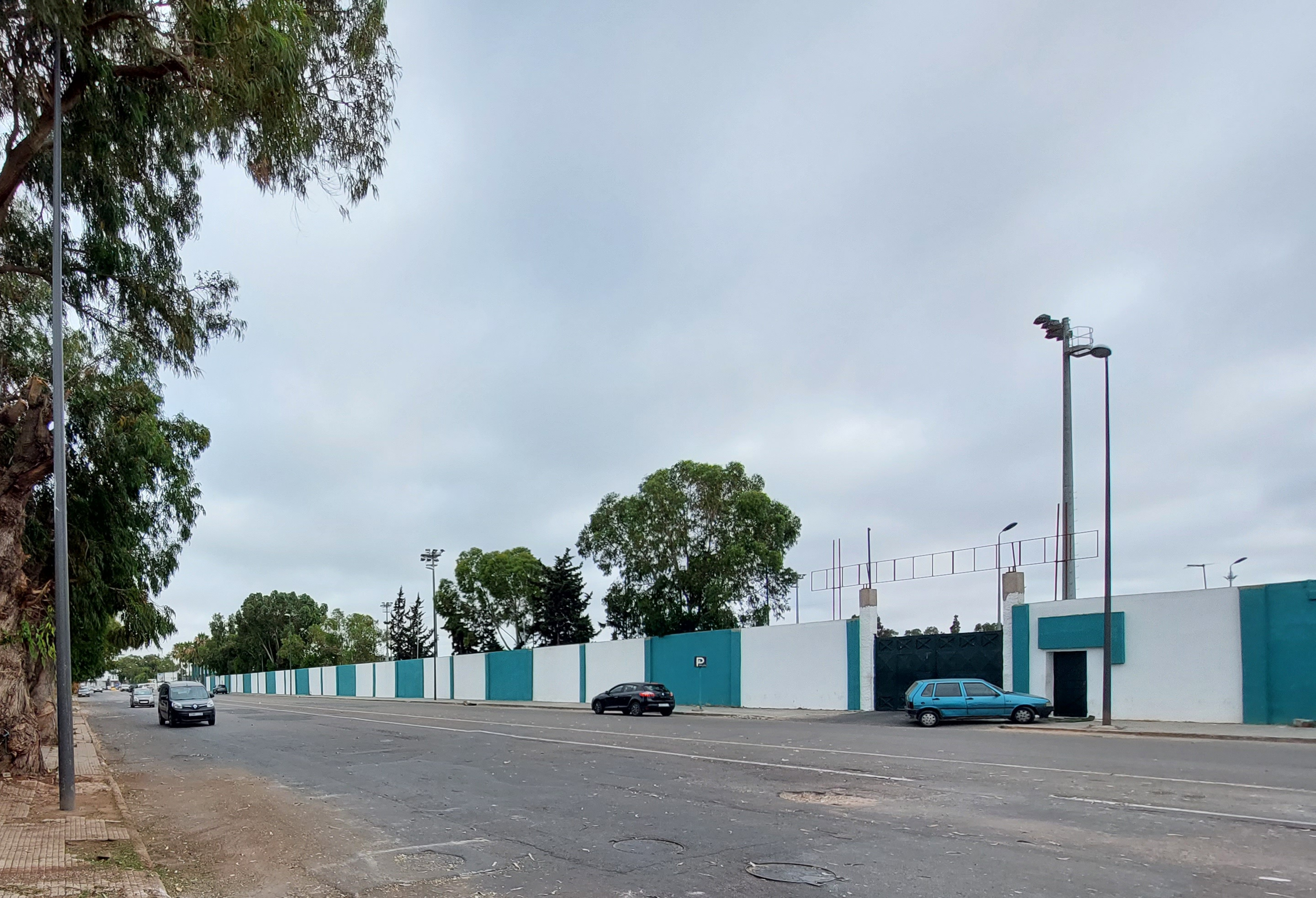
La face Ouest.
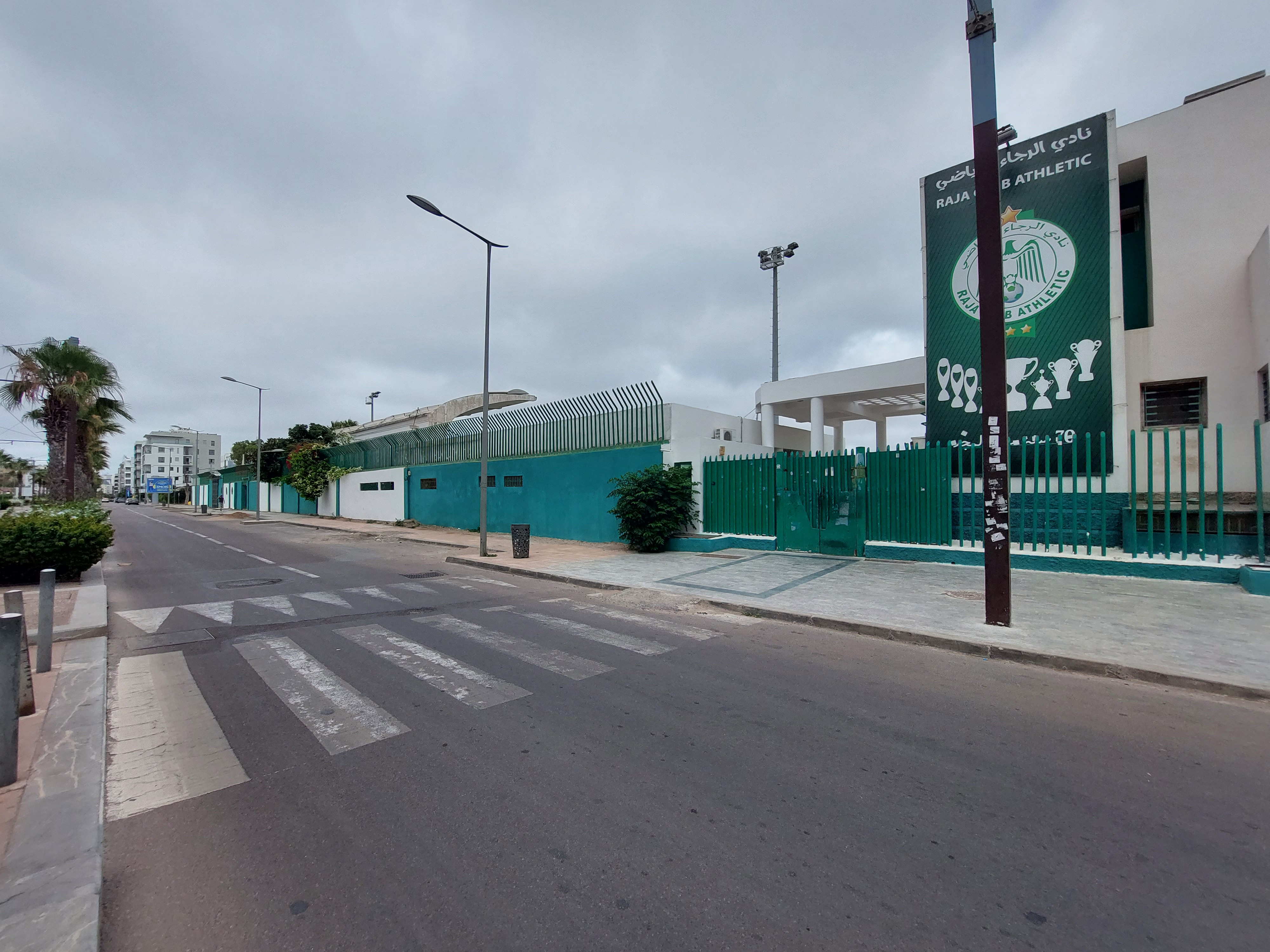
L'entrée se situant sur le Boulevard Omar Al-Khayam.